# Alfa Romeo 159
L'Alfa Romeo 159 è un'autovettura prodotta dalla casa automobilistica italiana Alfa Romeo dal 2005 al 2011, per quanto sia rimasta in catalogo della casa anche successivamente.

## Contesto
Presentata all'inizio del 2005, è la diretta discendente della 156 che è andata a sostituire nel listino della casa. Il nome della vettura è un omaggio all'omonima monoposto di Formula 1, campione del mondo nella stagione 1951 con Juan Manuel Fangio.
Disegnata da Giorgetto Giugiaro e prodotta negli stabilimenti di Pomigliano d'Arco, la vettura riprende nel frontale il family feeling inaugurato dalla coupé Brera, basata sul medesimo pianale. È stata inoltre proposta nella versione Sportwagon dal 2006 al 2011. È rimasta nei listini della casa fino al giugno 2013, inizialmente senza essere rimpiazzata da alcun modello, sostituita solo nel 2016 dalla Alfa Romeo Giulia.

## Caratteristiche

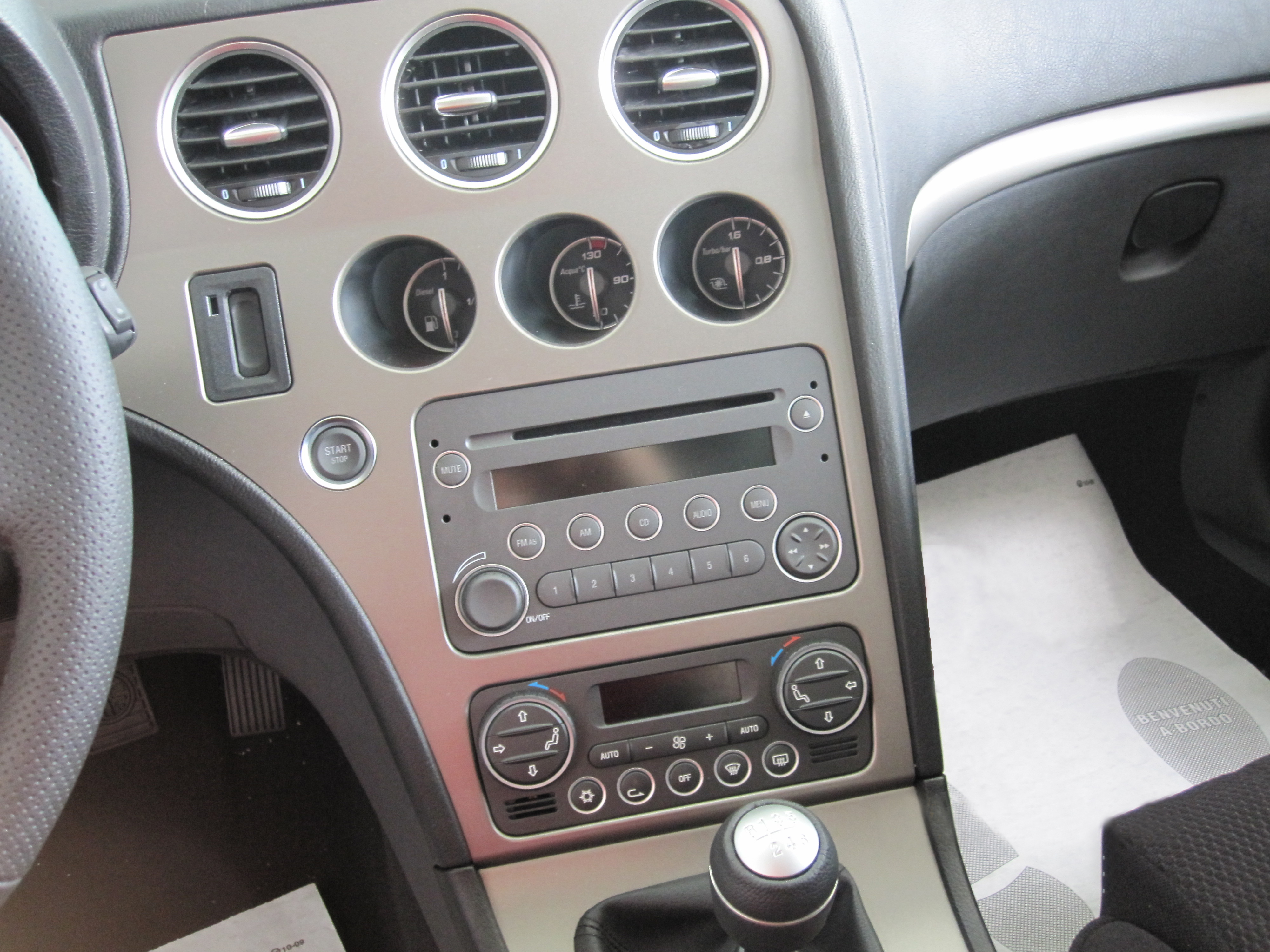
Particolare degli interni, con la consolle centrale orientata verso il guidatore

La 159 è equipaggiata con il pianale Alfa Romeo/GM Premium, realizzato unicamente per la berlina del Biscione e in seguito utilizzato, su modelli di serie, solo per Brera e Spider sempre di Alfa Romeo. Il progetto di questo pianale nacque nell'era della joint venture fra Fiat Group e la General Motors. In un primo momento si presentò una collaborazione tra Alfa Romeo, Cadillac e Saab con l'intenzione di progettare un pianale da utilizzare su autovetture di segmento superiore ed eventualmente su vetture del segmento a cui appartiene la 159; successe però che Cadillac e Saab si ritirarono in successione e Alfa Romeo si trovò a essere l'unica a portare avanti il progetto, sicché gli ingegneri della casa di Arese decisero di riadattare il progetto per creare una berlina media e dar vita a quella che sarebbe stata la discendente dell'Alfa Romeo 156.
La nuova 159 è stata presentata insieme alla derivata Brera sul palcoscenico internazionale del salone di Ginevra nel marzo del 2005. La vettura si presenta caratterizzata da linea e interni sportivi e al tempo stesso molto eleganti, frontale aggressivo (derivato dalla concept car che aveva preceduto la Brera definitiva, che riprende lo schema a sei faretti dei modelli SZ e RZ), sospensioni anteriori a quadrilatero alto e multilink a tre bracci posteriori, trazione integrale Torsen C. Le maggiori differenze telaistiche riscontrate rispetto alla precedente 156 sono nell'importante aumento delle dimensioni, per cui si ha una lunghezza di 4,66 m (+23 cm), larghezza 1,83 m (+9 cm), altezza 1,42 (+3 cm). Inoltre si nota un netto incremento della massa (oltre 200 kg), che penalizza parzialmente le velocità di punta e i consumi. A titolo di paragone, un'Alfa 166 2.4 JTD di dimensioni analoghe fa segnare 1540 kg a secco, contro 1660 della 159 2.4 JTDm (concepita 5 anni dopo la 156). La qualità percepita e le finiture interne risultano invece migliorate rispetto alla sua progenitrice.
Della 159 sono state anche sottolineate le doti di tenuta di strada e di stabilità, grazie alla lega di acciai ad alta resistenza che costituisce il telaio e che le conferisce una rigidità torsionale (180 000 daN m/rad) e una rigidità flessionale (12 400 daNm/mm) molto elevate. Per quanto riguarda la sicurezza passiva, anche la presenza di sette airbag, le permisero di ottenere ottimi risultati nei crash test Euro NCAP.
Il coefficiente di penetrazione aerodinamica ha raggiunto il valore di 0,32.

## Evoluzione

### Restyling 2008
A febbraio 2008 la vettura viene sottoposta ad restyling, caratterizzato da modifiche strutturali, alcune variazioni nell'estetica, negli allestimenti e nuove motorizzazioni.
La novità più rilevante riguarda proprio la parte strutturale del veicolo, il corpo vettura ha perso 45 kg, portando benefici all'automobile, soprattutto nei consumi e nelle prestazioni. Molto lievi gli accorgimenti estetici, con l'introduzione di nuovi cerchi in lega (a seconda degli allestimenti) e nuove rifiniture negli interni; all'esterno l'apertura del portellone è possibile mediante la pressione del logo. Di serie su tutte il dispositivo Electronic Q2: simula elettronicamente un differenziale autobloccante, con conseguente riduzione del sottosterzo. Il leggero restyling ha riguardato anche la versione Sportwagon.

### Aggiornamento 2009
In occasione del Salone di Ginevra nel 2009 l'Alfa Romeo per rinnovare la gamma della 159 ha introdotto la prima motorizzazione a benzina sviluppata e prodotta interamente in Italia dalla Fiat Powertrain Technologies. Il 1750 siglato TBI ha sostituito i 1.9 e 2.2 JTS accusati di consumi fin troppo eccessivi e prestazioni deludenti. Tra i Diesel è entrato in listino il nuovo 2.0 JTDm da 170 cavalli che affianca il più piccolo 150 cavalli, mentre esordisce una nuova versione del 1.9 JTDm 120 cavalli denominata Eco capace di emissioni e consumi ridotti e prestazioni migliori rispetto al passato. Esce di produzione il motore 2.4 JTDm da 210 cavalli.
Rinnovati anche gli interni: mentre il disegno della plancia è rimasto inalterato, la qualità degli assemblaggi risulta essere migliorata. Inoltre è stato maggiorato l'impianto frenante per le versioni di TI.

## Motorizzazioni e trasmissioni
La gamma motorizzazioni comprende otto propulsori, di cui cinque benzina e tre Diesel.

### Benzina
| Modello                    | Disponibilità              | Motore                       | Cilindrata cm³ | Potenza         | Coppia max               | Emissioni CO2 (g/km) | 0–100 km/h (secondi) | Velocità max (km/h) | Consumo medio (km/L) |
| 1.750 TBI 16V              | dal 2009 a giugno 2011     | 4 cilindri in linea, Benzina | 1.742          | 147 kW (200 CV) | 320 N·m a 1.400 giri/min | 189                  | 7,7                  | 235                 | 12,3                 |
| 1.8 MPI 16V                | dal debutto a ottobre 2010 | 4 cilindri in linea, Benzina | 1.796          | 103 kW (140 CV) | 175 N·m a 3.800 giri/min | 179                  | 10,2                 | 208                 | 13,2                 |
| 1.9 JTS 16V                | dal debutto al 2009        | 4 cilindri in linea, Benzina | 1.859          | 118 kW (160 CV) | 190 N·m a 4.500 giri/min | 205                  | 9,5                  | 216                 | 11,5                 |
| 2.2 JTS 16V                | dal debutto al 2009        | 4 cilindri in linea, Benzina | 2.198          | 136 kW (185 CV) | 230 N·m a 4.500 giri/min | 208                  | 8,7                  | 224                 | 10,9                 |
| 2.2 JTS 16V Selespeed      | dal 2006 a maggio 2010     | 4 cilindri in linea, Benzina | 2.198          | 136 kW (185 CV) | 230 N·m a 4.500 giri/min | 214                  | 8,7                  | 224                 | 11,0                 |
| 3.2 JTS V6 24V             | dal 2008 al 2009           | 6 cilindri in V, Benzina     | 3.195          | 191 kW (260 CV) | 322 N·m a 4.500 giri/min | 260                  | 7,1                  | 250                 | 9,1                  |
| 3.2 JTS V6 24V Q4          | dal debutto al 2009        | 6 cilindri in V, Benzina     | 3.195          | 191 kW (260 CV) | 322 N·m a 4.500 giri/min | 270                  | 7,0                  | 244                 | 8,8                  |
| 3.2 JTS V6 24V Q4 Q-Tronic | dal 2007 a maggio 2010     | 6 cilindri in V, Benzina     | 3.195          | 191 kW (260 CV) | 322 N·m a 4.500 giri/min | 286                  | 7,2                  | 244                 | 8,3                  |

Tutte le motorizzazioni a benzina denominate JTS ('Jet Thrust Stoichiometric) sono dotate di basamento in lega leggera, distribuzione a catena, iniezione diretta e fasatura variabile in aspirazione e scarico. Entrambi i propulsori 1.9 e 2.2 JTS sono disponibili con una trasmissione manuale a 6 rapporti mentre dall'ottobre 2006 è disponibile una versione del 2.2 JTS con il cambio robotizzato M32 MTA Selespeed. Il blocco cilindri del 2.2 JTS fa parte della famiglia GM Ecotec L850 con una testata modificata dai tecnici Alfa Romeo per ricavare spazio agli iniettori.

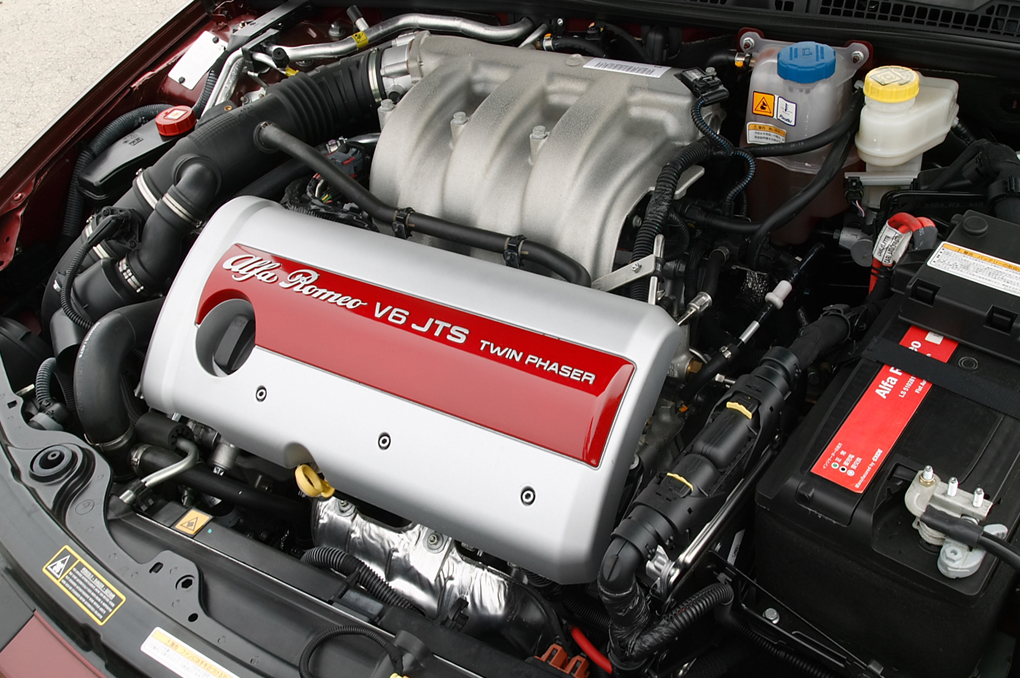
Il motore 3.2 JTS V6

Il motore 1.8 MPI è stato progettato e prodotto dalla General Motors per conto del marchio tedesco Opel nello stabilimento ungherese di Szentgotthàrd. Si tratta di un Ecotec a iniezione elettronica adottato da numerosi modelli prodotti dal colosso americano quali le Opel Vectra, Opel Astra e Saab 9-3. Il motore, dotato di doppio variatore di fase e collettore ad aspirazione variabile, è capace di una potenza massima di 140 cavalli e svolge la funzione di motorizzazione benzina d'ingresso. Rispetto ai propulsori JTS, questo 1.8 gode di costi di produzione minori di conseguenza i listini della berlina italiana risultano lievemente inferiore rispetto alle versioni equipaggiate con la gamma motori restante. Questo motore è abbinato a un cambio manuale a 5 rapporti.
Il 3.2 JTS V6 fa parte dei nuovi 6 cilindri a V di 60º GM HFV6 il cui sviluppo è iniziato nel 1999. La produzione avviene nello stabilimento Holden di Port Melbourne. Le 159 equipaggiate con il 3.2 JTS V6 sono disponibili sia in versione a trazione integrale Q4 (con trasmissione manuale o automatica Q-Tronic a 6 rapporti) sia in versione a trazione anteriore (introdotte dal 2008) con la sola trasmissione manuale a 6 rapporti.
Il motore 1750 TBi (Turbo Benzina Iniezione diretta) è stato introdotto nel marzo 2009 in seguito a un aggiornamento; si tratta della prima motorizzazione benzina adottata dalla 159 progettata e prodotta dal gruppo Fiat alla FMA di Pratola Serra. Il 1750 TBI adotta la distribuzione bialbero (con variatore di fase sia all'aspirazione sia allo scarico), l'iniezione diretta high precision capace di ridurre le emissioni e i consumi, e il turbocompressore incrementando i valori di potenza pari a 200 cavalli e di coppia massima d 320 N·m erogati a 1400 giri/min. Il motore di ridotte dimensioni risulta più leggero di 15 chilogrammi rispetto all'unità da 2,2 litri JTS progettata anni prima. Il 1750 TBi risulta omologato Euro 5 permettendo emissioni di anidride carbonica contenuti in 189 grammi emessi al km nel ciclo combinato.

### Diesel
| Modello                   | Disponibilità             | Motore                      | Cilindrata cm³ | Potenza         | Coppia max               | Emissioni CO2 (g/km) | 0–100 km/h (secondi) | Velocità max (km/h) | Consumo medio (km/L) |
| 1.9 JTDm 8V 120           | dal debutto al 2009       | 4 cilindri in linea, Diesel | 1.910          | 88 kW (120 CV)  | 280 N·m a 2.000 giri/min | 159                  | 11,0                 | 191                 | 16,9                 |
| 1.9 JTDm 8V Eco 120       | dal 2009 a ottobre 2010   | 4 cilindri in linea, Diesel | 1.910          | 88 kW (120 CV)  | 280 N·m a 2.000 giri/min | 138                  | 10,7                 | 197                 | 19,2                 |
| 1.9 JTDm 16V 150          | dal debutto a maggio 2010 | 4 cilindri in linea, Diesel | 1.910          | 110 kW (150 CV) | 320 N·m a 2.000 giri/min | 157                  | 9,2                  | 212                 | 17,5                 |
| 1.9 JTDm 16V Q-Tronic 150 | dal 2006 a maggio 2010    | 4 cilindri in linea, Diesel | 1.910          | 110 kW (150 CV) | 320 N·m a 2.000 giri/min | 180                  | 9,5                  | 209                 | 14,7                 |
| 2.0 JTDm 16V 136          | da ottobre 2010           | 4 cilindri in linea, Diesel | 1.956          | 100 kW (136 CV) | 350 N·m a 1.750 giri/min | 134                  | 9,9                  | 202                 | 19,5                 |
| 2.0 JTDm 16V 170          | dal 2009                  | 4 cilindri in linea, Diesel | 1.956          | 125 kW (170 CV) | 360 N·m a 1.750 giri/min | 142                  | 8,8                  | 218                 | 18,5                 |
| 2.0 JTDm 16V Eco 170      | dal 2009                  | 4 cilindri in linea, Diesel | 1.956          | 125 kW (170 CV) | 360 N·m a 1.750 giri/min | 136                  | 8,8                  | 218                 | 18,5                 |
| 2.4 JTDm 20V 200          | dal debutto al 2007       | 5 cilindri in linea, Diesel | 2.387          | 147 kW (200 CV) | 400 N·m a 2.000 giri/min | 180                  | 8,4                  | 228                 | 14,7                 |
| 2.4 JTDm 20V Q-Tronic 200 | dal 2006 a ottobre 2010   | 5 cilindri in linea, Diesel | 2.387          | 147 kW (200 CV) | 400 N·m a 2.000 giri/min | 208                  | 8,3                  | 225                 | 12,7                 |
| 2.4 JTDm 20V 210          | dal 2007 al 2009          | 5 cilindri in linea, Diesel | 2.387          | 154 kW (209 CV) | 400 N·m a 1.500 giri/min | 179                  | 8,2                  | 230                 | 14,7                 |
| 2.4 JTDm 20V Q4 210       | dal 2007 al 2009          | 5 cilindri in linea, Diesel | 2.387          | 154 kW (209 CV) | 400 N·m a 1.500 giri/min | 192                  | 8,2                  | 228                 | 13,9                 |

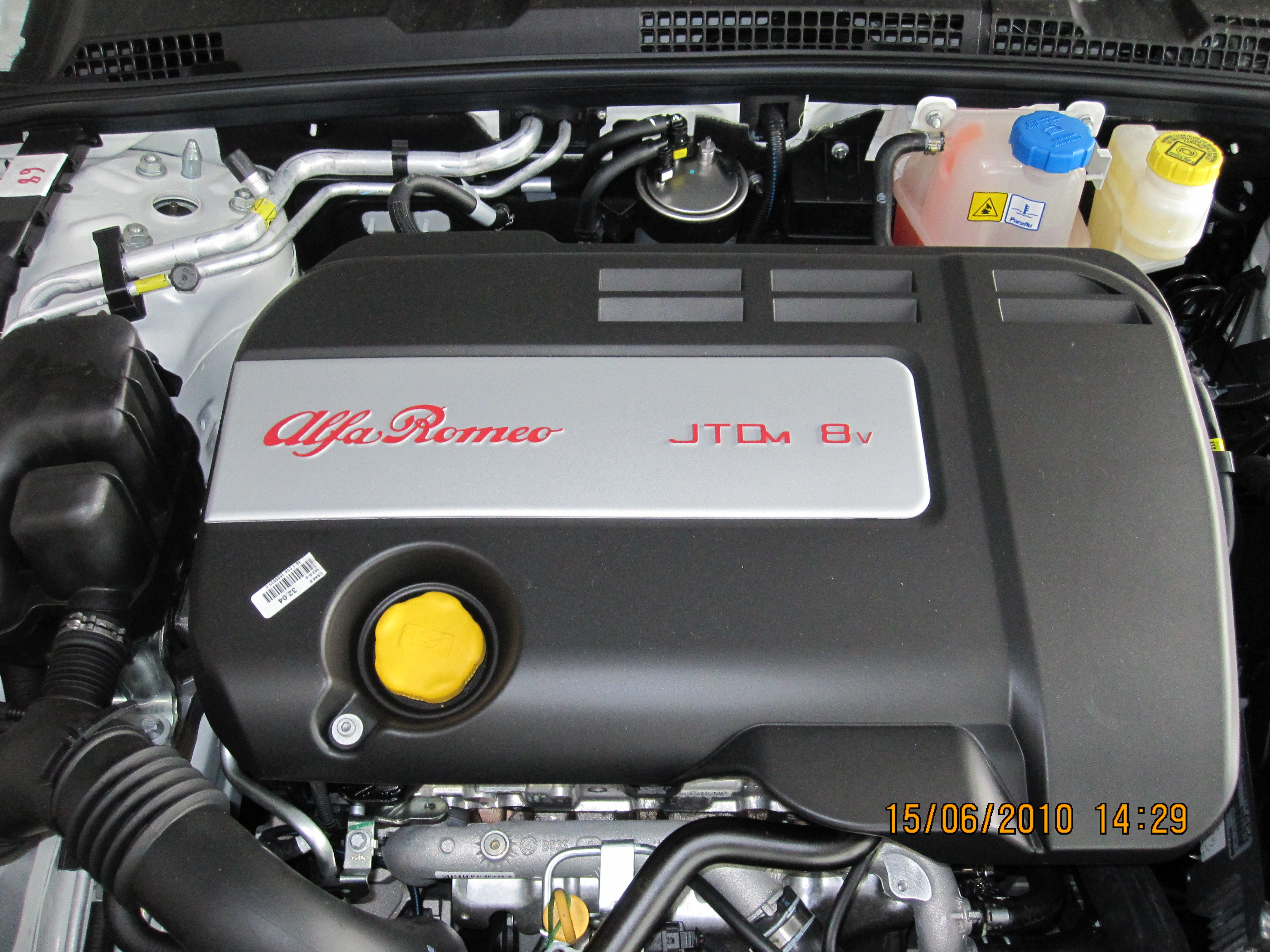
Motore JTDm 8V

Le motorizzazioni turbodiesel, a differenza dei propulsori benzina, sono prodotte e progettate dal gruppo Fiat in Italia col nome Motori modulari FIAT Pratola Serra. Il piccolo 1.9 JTDm è il classico Multijet che equipaggiava già la 156 ma rivisto sotto il profilo dei consumi e della potenza. La 159 infatti dispone di due step della nota motorizzazione: la prima da 120 cavalli con distribuzione 2 valvole per cilindro (per un totale di 8 valvole), la seconda da 150 cavalli con distribuzione a 4 valvole per cilindro (per un totale di 16). Entrambe le versioni dispongono del filtro antiparticolato DPF For Life. Abbinate al 1,9 litri la trasmissione manuale a 6 rapporti trasferisce la potenza alle ruote motrici anteriori. Tra gli optional figura il cambio automatico sequenziale a 6 rapporti Q-Tronic disponibile esclusivamente per la versione da 150 CV. Dal 2009 il 1.9 JTDm 120 CV è stato rivisto e aggiornato, capace di consumi ed emissioni di anidride carbonica ridotte in modo notevole (soli 138 grammi emessi al km nel ciclo combinato per la 159 berlina). L'aggiornamento ha portato all'esordio la 159 JTDm Eco.
Il 2 litri JTDm 16V è stato introdotto dal 2009. Si tratta di una motorizzazione completamente nuova progettata dalla Fiat a partire dalla fine del 2006. Naturale evoluzione del 1.9 Multijet questo 2.0 è stato ottenuto incrementando il volume dei cilindri e portando la cilindrata dai 1910 cm³ originari a 1956 cm³ del nuovo 2.0. Ha esordito nel corso del 2008 sulla Lancia Delta in una versione da 165 cavalli, i tecnici Alfa Romeo apportando leggere modifiche hanno permesso al propulsore di toccare quota 170 cavalli. La coppia massima di 360 N·m viene erogata a 1750 giri al minuto. Le emissioni di anidride carbonica risultano contenute in 142 grammi al km per la berlina e in 144 grammi al km per la Sportwagon. Il cambio abbinato a questo propulsore è un manuale a 6 rapporti.

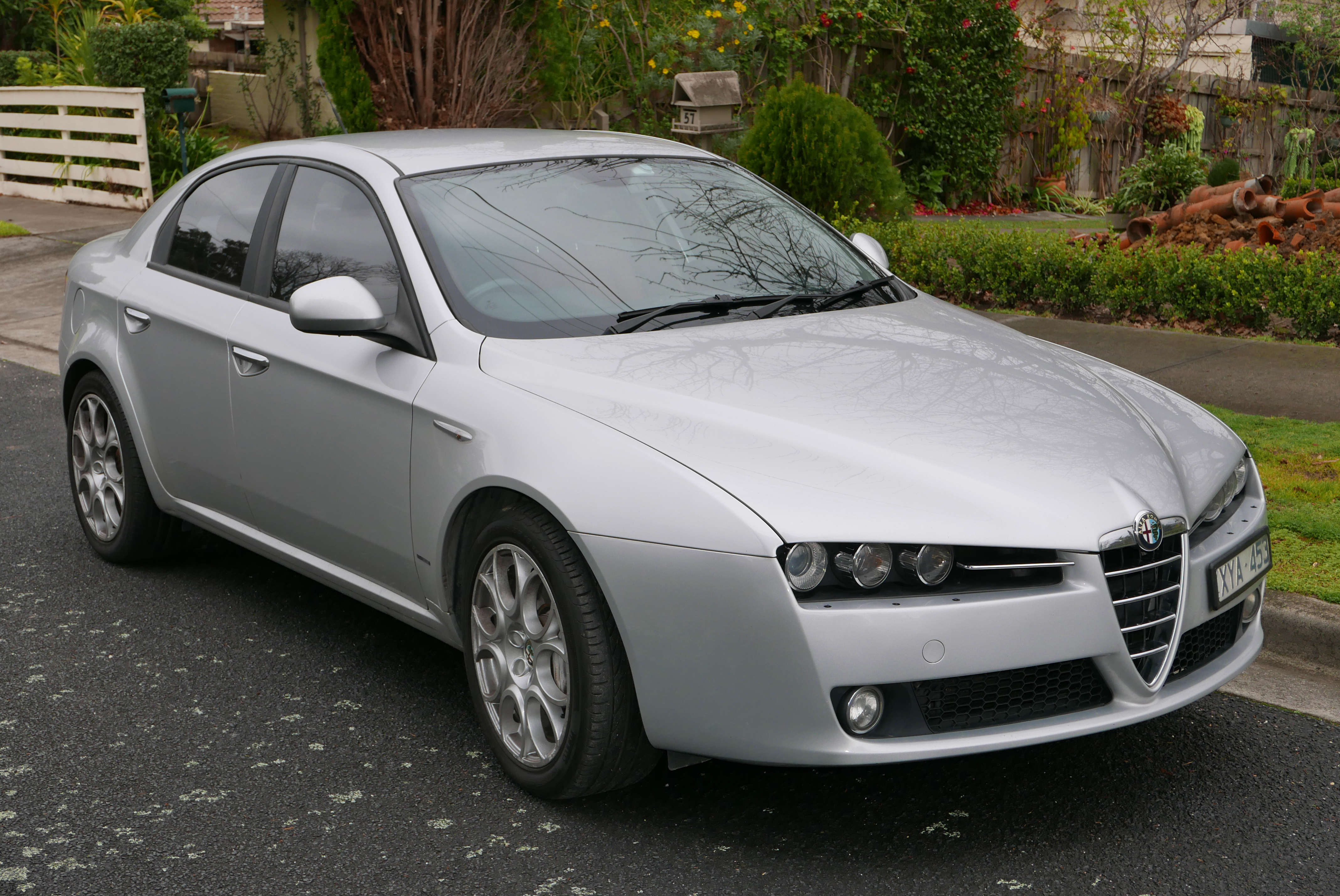
Alfa 159 3,2 V6 JTS Q4, versione di punta della gamma

Il motore 2.4 JTDm corrisponde all'unità a 5 cilindri con 20 valvole che già equipaggiava la 156 ma profondamente rivista. Le novità apportate, oltre l'iniezione Multijet, riguardano l'incremento della potenza massima che passa da 175 a 200 cavalli in un primo momento e fino a 210 cavalli in occasione del restyling 2008. La coppia massima di 400 N·m erogati a soli 2000 giri/min per la versione meno potente permette alla 159 prestazioni sportive e consumi accettabili. L'introduzione del 210 cavalli invece ha permesso di erogare i 400 N·m a soli 1500 giri/min eliminando il fastidioso vuoto che si veniva a creare nell'unità precedente oltre i 4000 giri/min. Il motore 2.4 da 200 cavalli è abbinato sia alla trasmissione manuale a 6 rapporti (trazione anteriore oppure integrale Q4) sia alla trasmissione automatica Q-Tronic (trazione anteriore). La versione da 210 cavalli invece era disponibile solo abbinata al cambio manuale a 6 rapporti e alla trazione anteriore. Dal 2009 le 159 equipaggiate con il 2.4 da 210 cavalli e le relative versioni a quattro ruote motrici Q4 non vengono più prodotte; rimane in listino la versione da 200 cavalli abbinata alla trasmissione automatica Q-Tronic.
Dall'estate del 2011 e fino allo smantellamento della linea di produzione a ottobre 2011, i motori Diesel JTDm da 136 e 170 cavalli (solo per la SportWagon) sono gli unici a rimanere in listino.

## Allestimenti
Nella 159 sono presenti 7 diversi allestimenti:
- Base: (non disponibile in Italia), il quale aveva di serie: ABS; 7 airbag di cui uno per le ginocchia del conducente; attacchi ISOFIX; climatizzatore manuale; VDC/ASR/EBD; ruotino di scorta; sedile guida e passeggero regolabile in altezza e lombare e vetri elettrici anteriori.
- Progression: gli stessi della versione Base, in più: autoradio RDS con lettore CD; bracciolo anteriore con vano climatizzato; bracciolo vano Ski; cerchi in lega da 16 pollici; climatizzatore automatico bi-zona; computer di bordo; fendinebbia; vetri elettrici posteriori e volante e pomello cambio in pelle.
- Distinctive: gli stessi delle versioni precedenti, in più: autoradio RDS con lettore CD/MP3; cerchi in lega da 17 pollici; comandi radio/telefono sul volante; cruise control; inserti in alluminio e sensori di parcheggio posteriori.
- Super: gli stessi delle versioni precedenti, in più: appoggiatesta centrale posteriore; sedili anteriori regolabili in lunghezza/inclinazione; sedili in tessuto sport; specchietti esterni riscaldati e terminale di scarico cromato doppio.
- Exclusive: gli stessi delle versioni precedenti (tranne Super), in più: fire prevention system e navigatore con mappa Italia;
- Sport Plus: gli stessi delle versioni precedenti, in più: cerchi in lega da 18 pollici; sidebag anteriori e VDC con hill holder.
- TI: gli stessi di Super e Sport, in più: assetto sportivo; batticalcagno anteriore con inserti inox; cerchi in lega da 19 pollici; esclusione codice motorizzazione; fari allo xeno; lavafari; pedaliera sportiva in alluminio e sedili sportivi in pelle nera.

## Versioni sportive

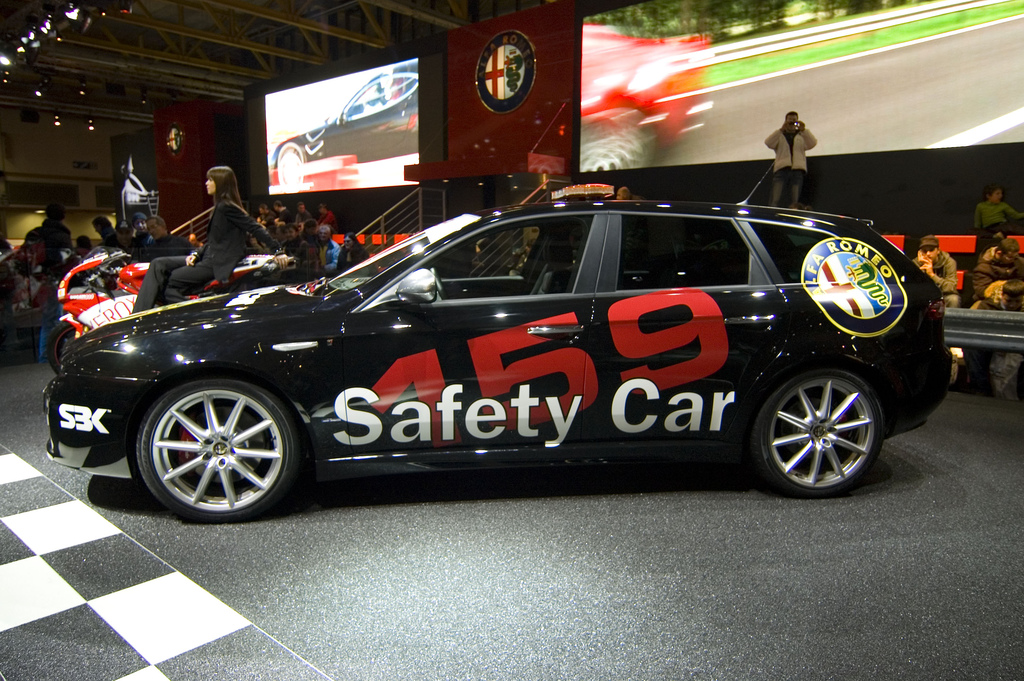
Alfa 159 SBK Safety Car

Per anni si è assistito a numerose speculazioni per la nascita di una versione GTA sulla base dapprima della 159 originale, dopodiché ipotizzando un alleggerimento del telaio in occasione di un possibile restyling della vettura. La casa infatti dichiarò ufficialmente lo sviluppo della versione Gran Turismo Alleggerita senza conferme sulla possibile motorizzazione che doveva equipaggiarla.
Stessa sorte è toccata all'impegno di Alfa Romeo nel campionato WTCC. Dopo anni di vittorioso impiego della 156 GTA e molteplici annunci che volevano la 159 impegnata nel campionato mondiale turismo a partire dal 2006, la casa di Arese si è progressivamente allontanata da questo impegno sportivo senza mostrare mai una versione pronto corsa della nuova 159. L'unico collegamento ufficiale tra l'Alfa Romeo 159 e il mondo della corse è rintracciabile nella sponsorizzazione di Alfa Romeo in Superbike, della quale la 159 nel 2007 ha rappresentato la Safety Car ufficiale.
A oggi le uniche versioni sportive prodotte ufficialmente dalla casa di Arese risultano le 159 Turismo Internazionale introdotte nel 2006 al Salone di Ginevra caratterizzate da minigonne laterali e spoiler anteriori e posteriori, cerchi in lega maggiorati e terminali di scarico cromati. Il tutto abbinato alle motorizzazioni benzina 3.2 JTS e turbodiesel 1.9 e 2.4 JTDm. Dal 2009, in seguito al pensionamento di numerosi propulsori, l'Alfa Romeo ha messo a disposizione il pacchetto Turismo Internazionale (abbreviato TI) disponibile a pagamento abbinato a tutte le motorizzazioni con l'eccezione del piccolo 1.8 MPI 140 cavalli.

## Versioni per le forze dell'ordine

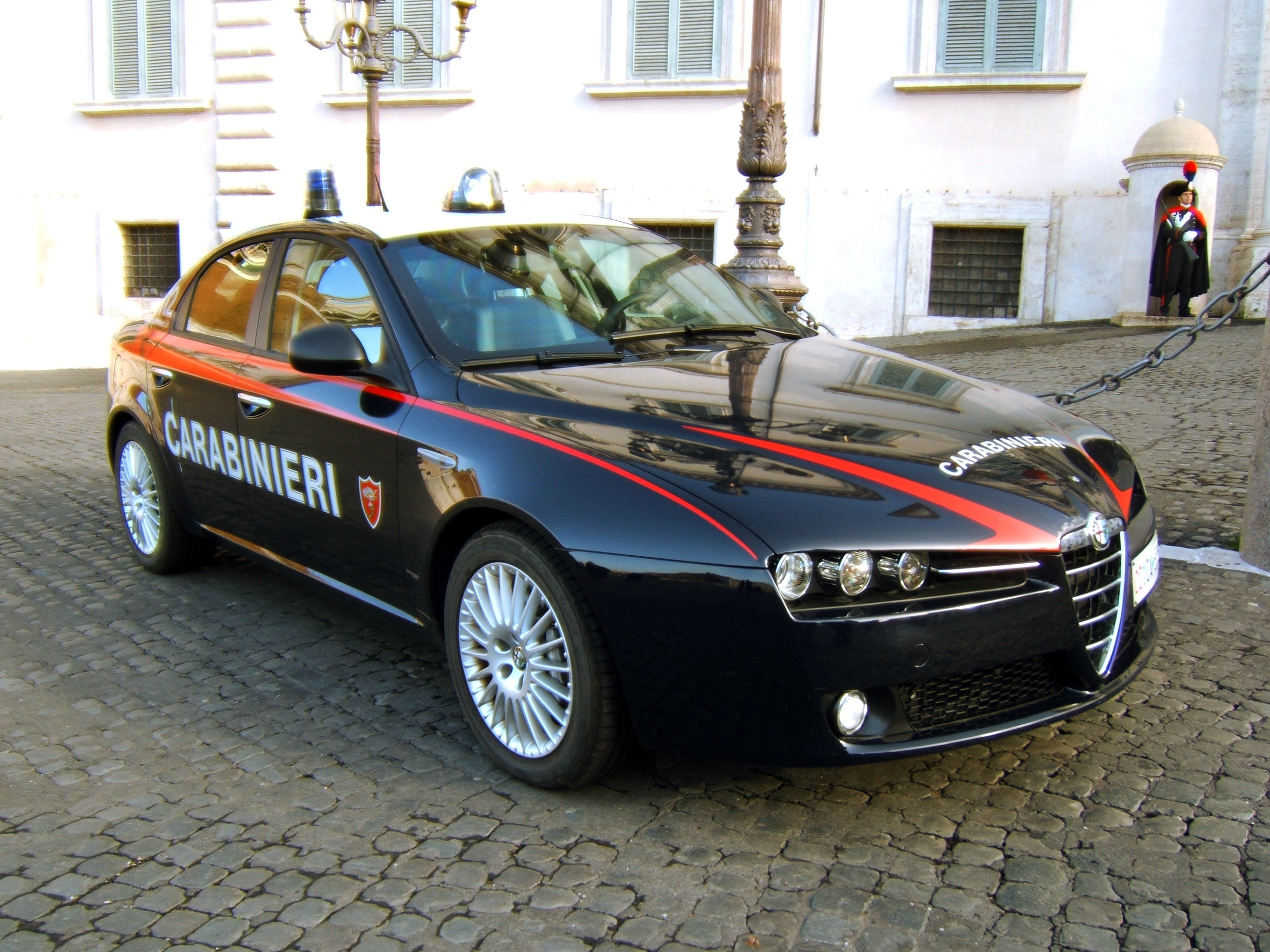
Alfa Romeo 159 dell'Arma dei Carabinieri

La versione più utilizzata dalle forze dell'ordine italiane è 2.4 JTDM 5 cilindri, 20 valvole, Multijet da 200 CV per Carabinieri e Polizia abbinato a un cambio meccanico a sei marce (F40), capace di imprimere una velocità massima di 228 km/h e di passare da 0 a 100 km/h in 8,4 secondi; le restanti FF.PP. statali e locali utilizzano la motorizzazione 1.9 JTDm. Nel 2012, con l'aggiornamento dei mezzi appartenenti alla Guardia di Finanza, i veicoli obsoleti sono stati sostituiti dall'Alfa Romeo 159 in versione 1750 TBi, versioni quindi a benzina e non più a gasolio, ma con una potenza di 200 CV, cambio meccanico a 6 rapporti, velocità massima di 235 km/h e un'accelerazione da 0 a 100 km/h in 7,7 secondi.
Al pari delle precedenti auto destinate alle forze dell'ordine, anche le 159 vengono assemblate e prodotte in serie assieme alle altre versioni; si differenziano per l'allestimento che, realizzato direttamente nella fabbrica di Pomigliano d'Arco, avviene all'uscita della catena di assemblaggio, e comprende una serie di modifiche, ragion per cui i telai predestinati a tale scopo, oltre al colore d'istituto, vengono lasciati mancanti di alcune parti minori, da completare in sede separata con accessori ad hoc. Le auto delle forze dell'ordine, infatti, oltre agli accessori previsti anche nelle vetture di serie (ABS ed EBD, climatizzatore bi-zona, airbag anteriori, laterali e per le ginocchia, VDC) monteranno alcune specifiche appositamente richieste, fra cui: una parziale blindatura; i vetri antisfondamento; la paratia in policarbonato e acciaio che separa i posti posteriori da quelli anteriori, e all'esterno, sul tetto, i dispositivi elettroacustici quali le luci blu di emergenza, un faro orientabile e un pannello a scomparsa con scritte luminose integrato aerodinamicamente con la carrozzeria. Quest'ultimo dispositivo permette di segnalare con scritte luminose diversi tipi di situazioni che si possono verificare nel corso delle missioni sulle strade: incidente, nebbia, controllo carabinieri, deviazione, coda.

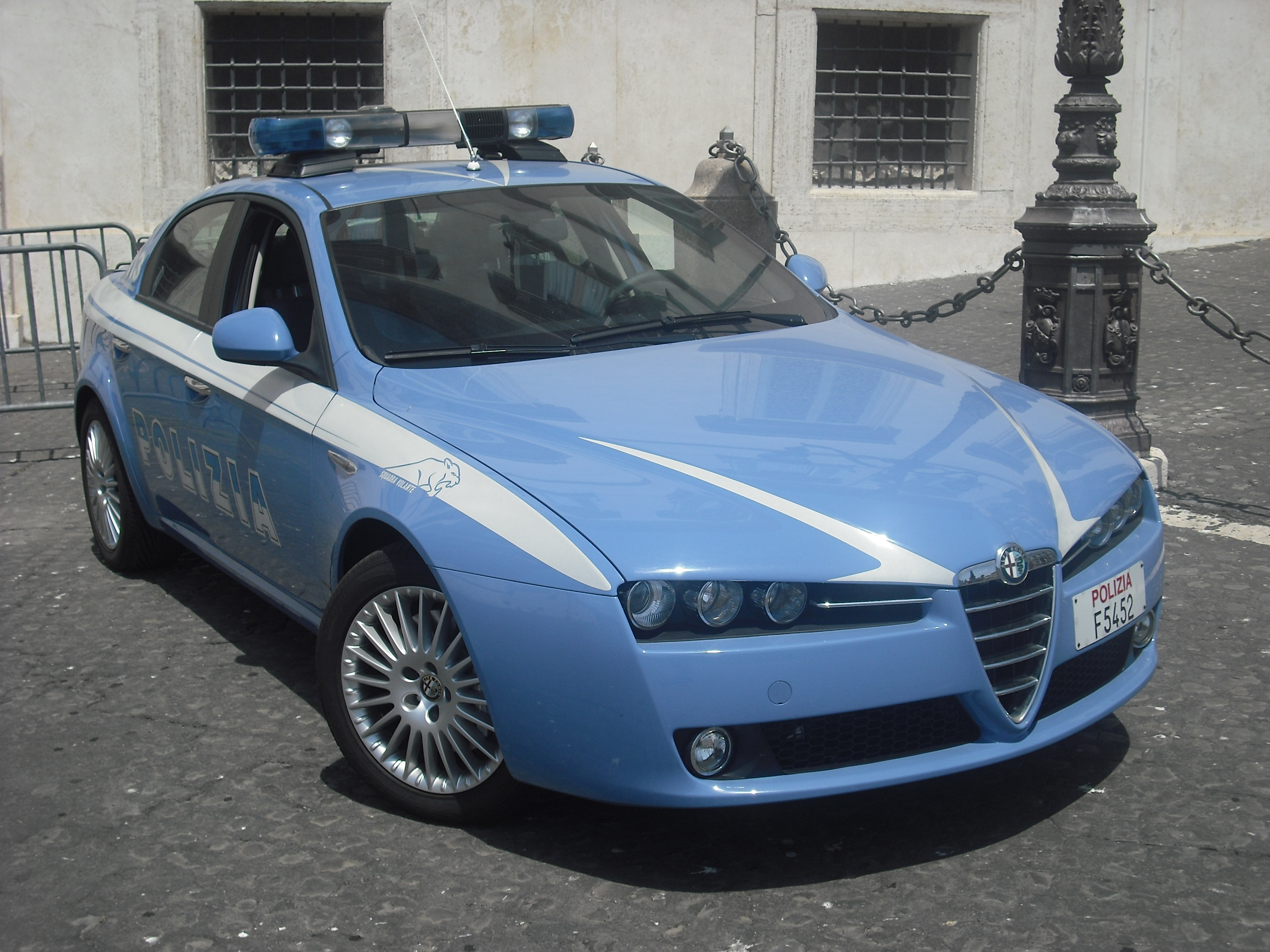
Un Alfa 159 della Squadra volante della Polizia di Stato

A ciò si aggiungono alcuni scompartimenti per riporre le dotazioni individuali di difesa, la predisposizione per gli apparati di comunicazione, navigazione, trasmissione e acquisizione dati come il lettore automatico targhe (posto sotto il faro orientabile), nonché il serbatoio che nasconde, al suo interno, speciali sfere di maglia in lega di alluminio per prevenire le esplosioni a causa di scoppi interni. Il bagagliaio è attrezzato per riporre la borsa per il primo soccorso, l'estintore, i cartelli e i coni segnaletici. Per effettuare tali modifiche, è più economico completare parti della vettura in fabbrica piuttosto che ricorrere, come nel passato, all'opera certamente più accurata ma anche più dispendiosa di carrozzieri e meccanici, chiamati a rismontare e modificare la vettura.  
L'Alfa Romeo 159 è stata utilizzata da varie forze dell'ordine italiane, dal momento della immissione in servizio nei primi anni 2010 (passato il tempo necessario a gare d'appalto e contratti) ad oggi. Il suo uso intensivo, unito alla manutenzione oramai affidata a ditte esterne ed all'obsolescenza del modello, fa sì che la dismissione, laddove non iniziata, sia comunque nel calendario di tutte le forza dell'ordine. Ad ogni modo, nel 2022 è ancora presente qualche vettura del Nucleo radiomobile dell'Arma dei Carabinieri,  mentre la Squadra Volante della Polizia di Stato la sta progressivamente sostituendo, così come sta avvenendo con le auto della stradale; nella Guardia di Finanza e nella polizia penitenziaria, le 159 sono ancora usate, oltre che in alcuni organi di polizia locale e municipale e - in versioni blindate e/o civili - per le necessità della pubblica amministrazione italiana. Nelle varie aste, gli esemplari alienati o non possono essere reimmatricolati (se dotati di caratteristiche specifiche) e devono essere demoliti, oppure, se si tratta di esemplari "civili", il loro stato d'uso li rende interessanti solo ad appassionati del settore. 
L'Alfa Romeo 159 è stata impiegata anche dalle forze di polizia in Polonia, con più di 400 vetture introdotte dal 2009 nella Policja, e in Spagna, nella Guardia Civil. Nei Paesi Bassi è usata pure dai pompieri.